# Centre d'instruction militaire de la Cité de l'Air
Le Centre d'instruction militaire de la Cité de l'Air (CIMCA) était une unité de l'Armée de l'air spécialisée dans l'instruction militaire initiale des appelés du contingent, jeunes citoyens effectuant leur service militaire en France. Elle a été active de 1914 à 1997, à Dugny-Le Bourget.
Le CIMCA était un Centre d'Instruction Militaire (CIM), comme il en existait de nombreux sur les bases aériennes, spécialement consacré aux besoins d'une seule base aérienne et spécialisé dans certains profils d'appelés.

## Histoire de l'Unité
Le Centre d'instruction militaire de la Cité de l'Air, ou "CIMCA", est implanté en 1914 sur le terrain de la future base aérienne 104 Dugny-Le Bourget.
Il rejoint la base aérienne 122 Chartres-Champhol en 1984. Il devient alors "CIMCA 41.122", rattaché, comme chaque Centre d'Instruction Militaire (CIM) de base aérienne aux Moyens généraux.
Il est dissous en 1997, la professionnalisation des armées (loi n°97-1019 du 28 octobre 1997 entraînant la suspension du service militaire).

## Instruction et formation militaires

### Aviateurs et sous-officiers appelés du contingent
Le CIMCA 41.122 de la base aérienne 122 Chartres-Champhol formait les "aviateurs" (soldats de deuxième et de première classes, dans l'Armée de l'air), ainsi que les sous-officiers appelés, destinés à intégrer ultérieurement la réserve militaire, qui effectuaient ensuite leur service national militaire à la Cité de l'Air, c'est-à-dire sur la Base Aérienne 117 Paris, située dans le 15e arrondissement de la capitale. Certains de ces appelés disposaient de compétences ou d'expertises dans des domaines particuliers, utiles aux activités et fonctionnement de la Cité de l'Air. Une petite partie des "aviateurs" était destinée à la Base Aérienne 122 Chartres-Champhol, très souvent, des jeunes de la région.
Le CIMCA dispensait donc une formation militaire élémentaire : aux aviateurs appelés à effectuer leur service à la Cité de l'Air, aux scientifiques du contingent destinés à l'Armée de l'air et aux sportifs de haut niveau effectuant leurs "classes" (formation militaire générale) dans cette Armée de l'air. Ceci, avant de rejoindre des unités spécialisées, telles que le Bataillon de Joinville ou le Bataillon d'Antibes, par exemple, pour les sportifs.

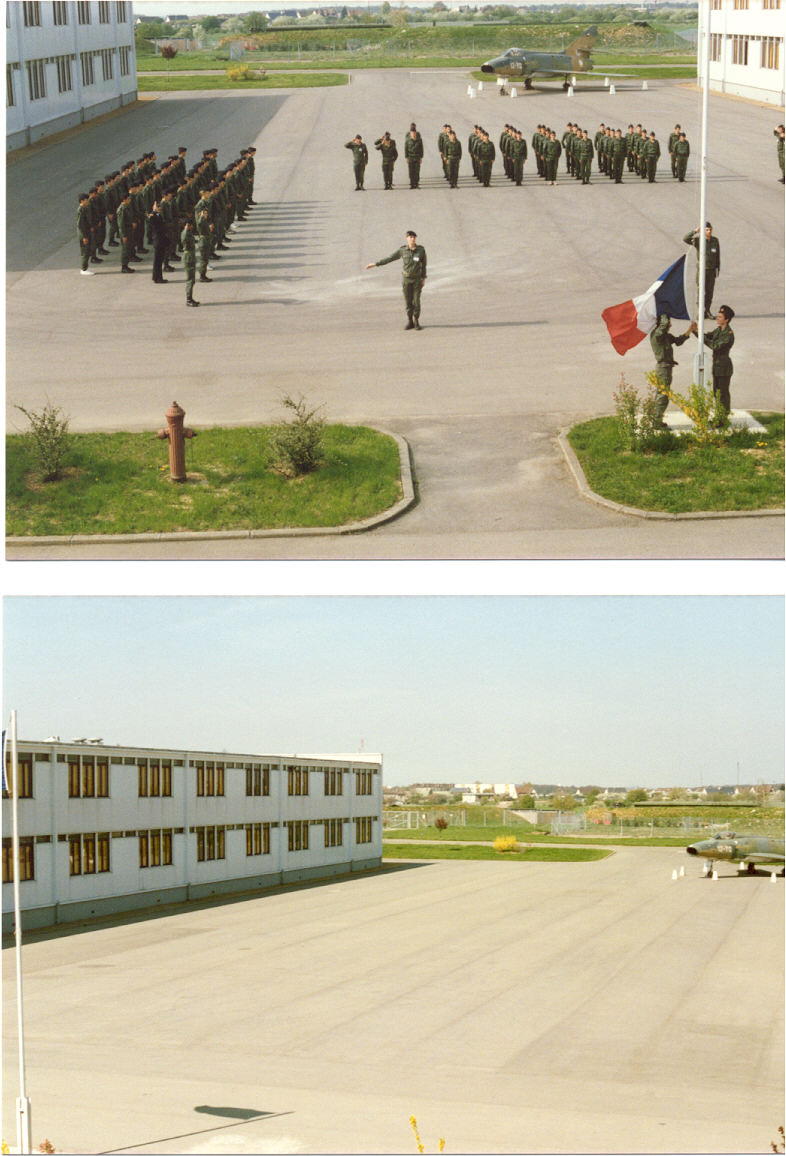
Centre d'Instruction Militaire de la Cité de l'Air (CIMCA 41.122), Base aérienne 122 Chartres-Champhol, en 1987

.

### De la BA 104 du Bourget à la BA 122 de Chartres
Le Centre d'Instruction Militaire de la Cité de l'Air a été implanté sur la Base aérienne 104 Dugny-Le Bourget, créée en 1914, jusqu'à la dissolution de cette dernière, en 1984. Puis, il a rejoint un autre lieu particulièrement chargé du point de vue de l'Histoire de l'armée de l'air française : la Base Aérienne 122 Chartres-Champhol, à Chartres, jusqu'à la dissolution de celle-ci, en 1997.
Le passé historique de cette base aérienne, proche de Paris, était propice à l'entretien et à la transmission d'une culture d'aéronautique militaire forte.
À Chartres, de 1984 à 1997, le Centre était rattaché organiquement aux Moyens Généraux de la base aérienne et numéroté "CIMCA 41.122", la racine "40" indiquant les Moyens Généraux, et "122", la base aérienne d'accueil.

### Organisation du CIMCA 41.122
Il comprenait : deux Compagnies d'instruction (1re et 2e Compagnies) et une Unité de commandement / support. Il disposait de trois bâtiments dédiés (T1, T2 et T3), situés près de la piste d'athlétisme de la base aérienne.
L'Unité de commandement était dirigée par un capitaine, affecté en permanence au CIMCA (à la différence des autres CIM de l'Armée de l'air, au commandement tournant). Celui-ci était secondé par des aspirants, ainsi que par des sous-officiers.
Chacune des deux compagnies d'instruction était commandée par un officier, généralement issu de l'École de l'Air ou de l'École militaire de l'air, entouré de deux adjoints, aspirants du contingent. Les quatre sections d'instruction, par Compagnie, étaient commandées par des sous-officiers (Majors, Adjudants-Chefs, Adjudants ou Sergents-Chefs), provenant de la Cité de l'Air, secondés par des sous-officiers (sergents) et militaire du rang (caporaux-Chefs et Caporaux), issus, ou non, du contingent. 
Les incorporations s'effectuant tous les deux mois (mois pairs), avec deux compagnies de chacune 120 aviateurs à l'instruction, ce sont ainsi de l'ordre de 1 400 soldats qui étaient instruits chaque année, durant sans doute une soixantaine d'années, soit près de 84 000 personnes formées par le Centre d'Instruction Militaire de la Cité de l'Air.
Ce volume, ainsi que ses particularités, en font l'un des tout premiers Centre d'Instruction Militaire de l'Armée de l'Air, durant la phase de conscription.

### Enseignement militaire
Il dispensait l'activité prévue au programme de formation (Manuel d'Instruction Militaire de l'Aviateur ou MIMA), soit quatre semaines de formation initiale : marches, sports, tirs au PM Mat 49, topographie, combat (théorie et pratique), organisation de l'Armée de l'air, grades et usages. Le programme était déterminé par le Commandement des Écoles de l'Armée de l'air, autorité validant le MIMA.
Le Centre organisait également des peloton d'élèves gradés (PEG), formant, sur la base du volontariat, des aviateurs, en vue de devenir caporaux, caporaux-chefs ou sergents (pendant la durée légale : PDL). Ces grades étaient attribués durant le déroulement service national, en fonction de la note obtenue à l'examen final du Peloton d'élèves gradés.
L'instruction élémentaire s'achevait par une cérémonie de présentation au drapeau.
Les aviateurs partaient alors pour différentes bases aériennes, pour y terminer leur service militaire : celles de Chartres et de Paris, pour l'essentiel d'entre eux.

## Insigne et traditions

### Insigne du CIMCA 41.122
Les formateurs et le personnel administratif, tout comme les aviateurs à l'instruction au CIMCA 41.122, recevaient un insigne spécifique.
Circulaire, d'environ 7 cm de diamètre, il présentait sur un fond bleu ciel : le bateau romain à voile symbolisant la ville de Paris et la corporation des Nautes, sur une étoile centrée autour de deux ailes dorées, image de l'Armée de l'air, surmonté du pélican emblématique de la Base Aérienne 122 Chartres-Champhol, dont l'insigne est homologué au n°A 671 du "Répertoire des blasons et insignes de l'Armée de l'air (en souvenir du sacrifice des jeunes pilotes formés à Chartres lors du premier conflit mondial). La marque "CIMCA / 41.122" figurait de part et d'autre de la partie supérieure de l'insigne. 
Cet insigne d'unité était porté, au moyen d'une attache en velcro, sur la manche de la tenue de combat ("treillis").

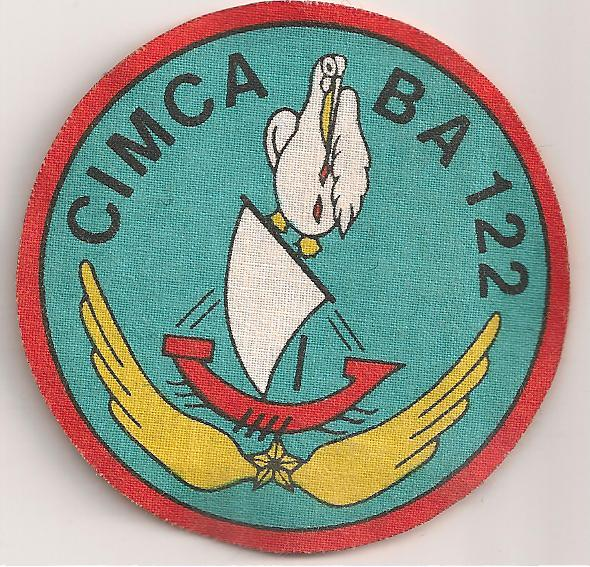
Insigne du Centre d'Instruction Militaire de la Cité de l'Air CIMCA 41 122

### Autres traditions
Aucun chant de tradition particulier n'était dévolu au CIMCA 41.122, qui puisait dans le répertoire usuel des chants militaires utilisés par l'Armée de l'air pour favoriser la cohésion des troupes et la transmission des traditions nationales, ainsi que la culture de l'Armée de l'air.
Traditionnellement, une cérémonie de présentation au drapeau des appelés du contingent sortant de formation se tenait chaque fin de mois pair, en présence des familles. Elle marquait de manière solennelle la fin de la période de formation, précédant l'affectation dans les différentes unités. Cette cérémonie se déroulait sur la place d'armes de la Base Aérienne 122 Chartres-Champhol, lieu historique de l'ancienne caserne de cavalerie de l'Armée de terre qui précédait l'arrivée de l'aéronautique militaire, en 1909.

### Dassault Super Mystère B212-YQ
Parmi ses traditions remarquables, le CIMCA 41.122 présentait, dans sa cour d'honneur, un avion de chasse : le Dassault Super Mystère B2, ou SMB2.

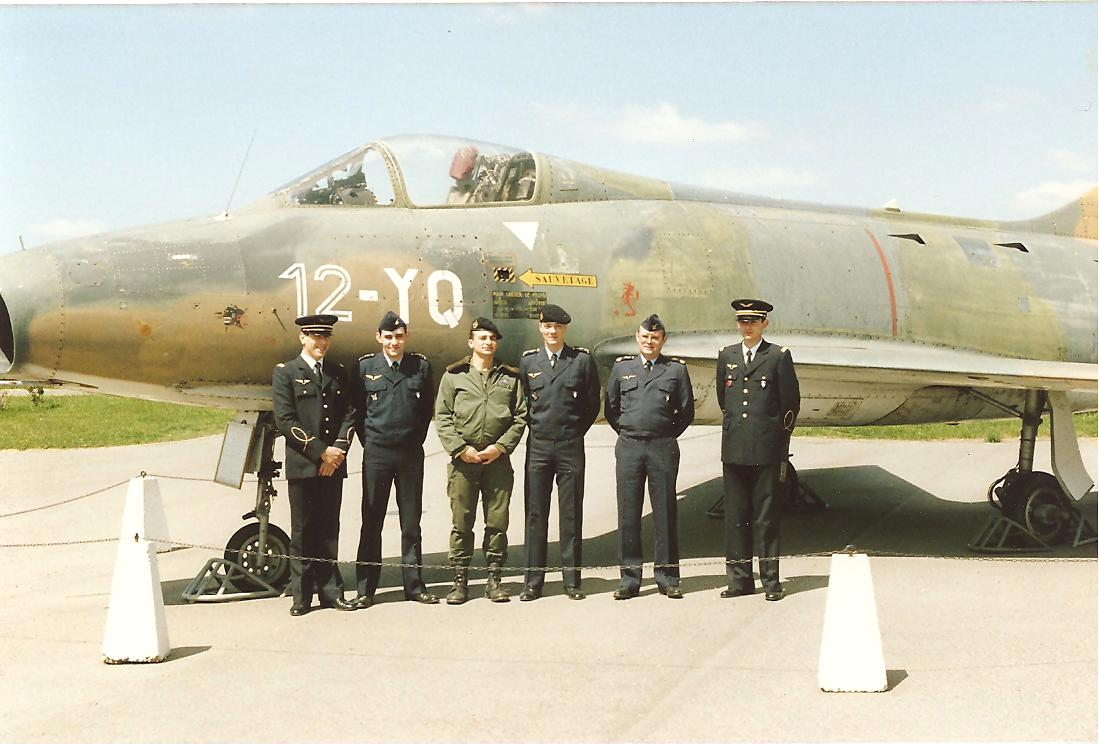
SMB2 CIMCA 41.122 Chartres 1987

Immatriculé 12-YQ, l'avion portait le numéro 90. Avant son arrivée à la Base aérienne 104 Dugny-Le Bourget, en 1979, et son exposition statique, il était en service à l'escadron de Chasse 1/12 Cambrésis, depuis 1959. Cette Unité de l'aviation de chasse était installée sur la Base aérienne 103 Cambrai-Epinoy, depuis 1953. Il appartenait à la 2e escadrille de l'EC 1/12, la SPA 89, dont l'emblème est "la Guêpe", formée à Villacoublay en 1917.
Le SMB2 12-YQ apportait une touche aéronautique certaine aux rassemblements des appelés. Il apparaît dans un grand nombre de photos des "classes", des aviateurs et des personnels.
Le SMB2 n°90 12-YQ serait conservé dans les réserves du Musée de l'air et de l'espace du Bourget, depuis le mois d'octobre 2013.

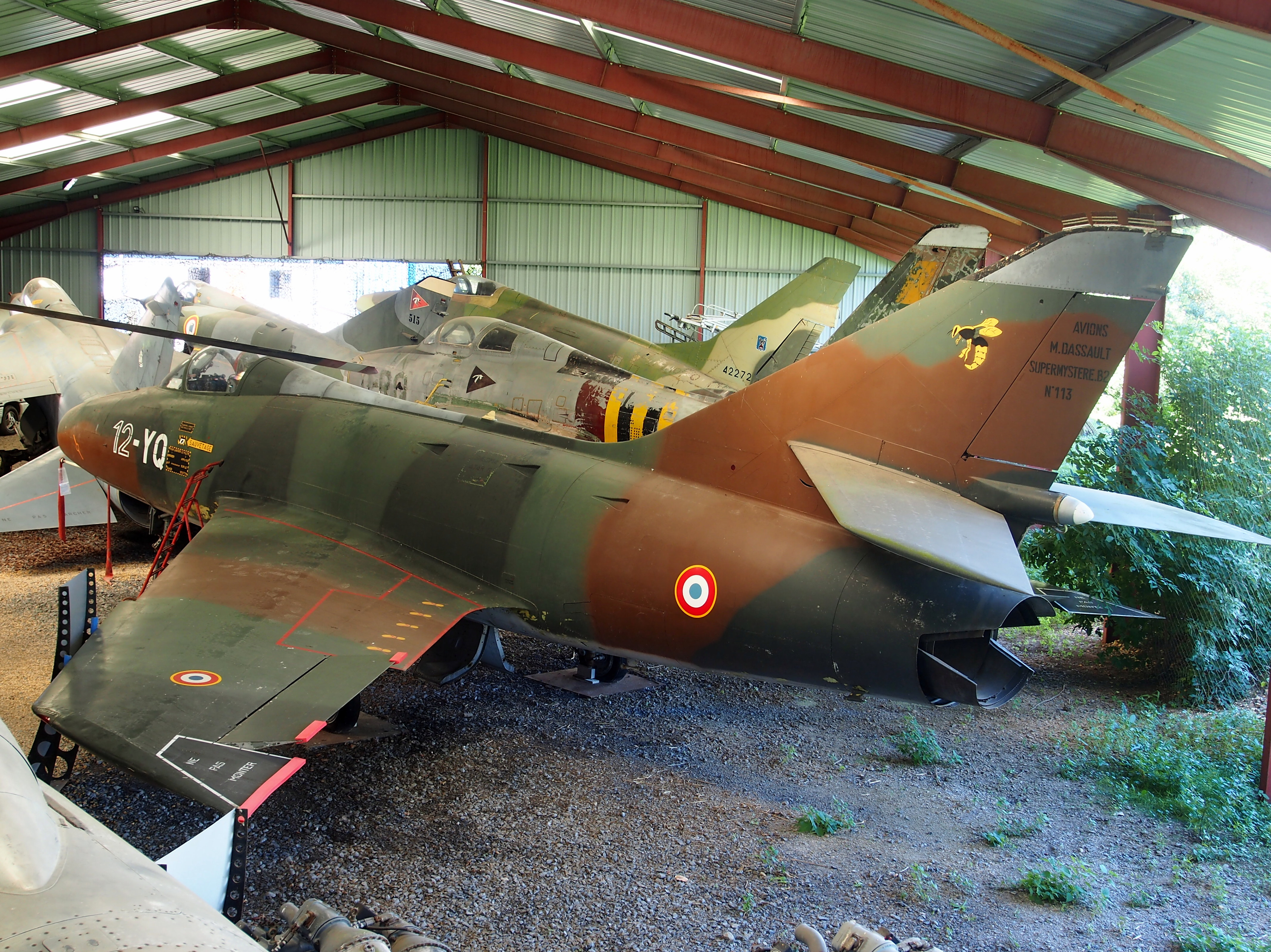
SMB2 12-YQ no 113

Un autre SMB2 de la SPA 89 immatriculé également 12-YQ, le no 113, est conservé dans les collections et réserves du Musée de l'Epopée de l'Industrie et de l'Aéronautique, à Albert, dans la Somme. Il ne porte pas les mêmes peintures sur le flanc droit que le numéro 90.

## Commandants du Centre d'Instruction Militaire de la Cité de l'Air
- 1997 : dissolution du CIMCA 41.122
- 1996 :
- 1995 :
- 1994 :
- 1993 :
- 1992 :
- 1991 :
- 1990 : Capitaine Fleche ; Commandant 1re Compagnie : Z ; Commandant 2e Compagnie : W ;
- 1989 : Capitaine
- 1988 : Capitaine
- 1987 : Capitaine M. Penevere ; Commandant 1re Compagnie : Z ; Commandant 2e Compagnie : W ;
- 1986 : Capitaine M. Penevere ; Commandant 1re Compagnie : Aspirant L. Denis ; Commandant 2e Compagnie : Sous-lieutenant Ph. Denoyelle ;
- 1985 : Capitaine M. Penevere ; Commandant 1re Compagnie : X ; Commandant 2e Compagnie : Y ;
- 1984 :
- 1983 :
- 1982 :
- 1981 :
- 1980 :
- 1979 : Capitaine ; Commandant 1re Compagnie : X ; Commandant 2e Compagnie Sous-lieutenant Gérard Faner
- 1978 : Capitaine ; Commandant 1re Compagnie : X ; Commandant 2e Compagnie : Aspirant Gérard Faner

## Personnes célèbres formées au Centre d'Instruction Militaire de la Cité de l'Air
- Nicolas Sarkozy, ancien Président de la République
- Brice Hortefeux, ancien Ministre
- Patrice Martin, champion de ski nautique
- Éric Raoult, député maire

## Sources
- Témoignages personnels.
- Collection d'insignes anciens de l'Armée de l'air
- Le Bourget-Dugny 1914-1984 Ed. Gamma impression